# Astrid Kumbernussová
Astrid Kumbernussová (* 5. února 1970 Grevesmühlen, Meklenbursko-Přední Pomořansko) je bývalá německá atletka, olympijská vítězka, trojnásobná mistryně světa, mistryně Evropy a dvojnásobná halová mistryně Evropy ve vrhu koulí.
V začátcích své kariéry se věnovala především hodu diskem. První úspěch zaznamenala coby reprezentantka NDR v roce 1987 na juniorském mistrovství Evropy v Birminghamu, kde získala stříbrnou medaili. O rok později brala stříbro také na juniorském mistrovství světa v kanadském Sudbury. Hned dvě zlaté medaile vybojovala v roce 1989 na evropském šampionátu juniorů ve Varaždínu, kde uspěla v diskařském ale i v koulařském sektoru.
V roce 1997 se stala vítězkou ankety Atlet Evropy.

## Osobní rekordy
- hala – 20,03 m – 25. ledna 1992, Bad Segeberg
- venku – 21,22 m – 5. srpna 1995, Göteborg
- disk – 66,60 m – 20. července 1988, Berlín